# Menhir de Outeiro
Le menhir de Outeiro (en portugais : menir do Outeiro), connu également sous le nom de Penedo Comprido, est un mégalithe datant du Chalcolithique situé près de la municipalité de Reguengos de Monsaraz, dans le district d'Évora, en Alentejo.

## Situation
Le menhir est situé à environ 2,5 km au nord-est de Motrinos, un hameau appartenant à Reguengos de Monsaraz. Il se dresse au bord d'une route de campagne située à quelques kilomètres de la frontière hispano-portugaise.

## Description
Le monolithe, composé de granite, mesure 5,6 m de haut pour un poids estimé à 8 tonnes. Le sommet présente un creux de 30 cm de diamètre qui pourrait représenter un urètre ; le mégalithe pourrait symboliser un phallus.
C'est l'un des plus hauts mégalithes du Portugal et de la péninsule Ibérique.

## Histoire
Découvert renversé en 1964, il est redressé et restauré à la fin de cette décennie, et déclaré Monumento Nacional en 1971.